# تيد نورث
تيد نورث (بالإنجليزية: Ted North)‏ هو ممثل أمريكي، ولد في 3 نوفمبر 1916، وتوفي في 22 نوفمبر 1975.

## وصلات خارجية
- تيد نورث على موقع IMDb (الإنجليزية)
- تيد نورث على موقع ألو سيني (الفرنسية)
- تيد نورث على موقع أول موفي (الإنجليزية)
- تيد نورث على موقع قاعدة بيانات الفيلم (الإنجليزية)
- تيد نورث على موقع كينوبويسك (الروسية)